# Deputados da Primeira Assembleia Nacional Constituinte do Brasil
A Primeira Assembleia Nacional Constituinte do Brasil foi instalada em 3 de maio de 1823 e dissolvida por D. Pedro I em 12 de novembro de 1823. Foi composta por 100 deputados provinciais.
|     | Deputado | Província           |
| 1   | Caetano Maria Lopes Gama | Alagoas             |
| 2   | José António Caldas | Alagoas             |
| 3   | Ignacio Aceioli de Vasconcellos | Alagoas             |
| 4   | José de Souza e Mello | Alagoas             |
| 5   | Miguel Joaquim de Cerqueira e Silva | Alagoas             |
| 6   | Clemente Ferreira França | Bahia               |
| 7   | Felisberto Caldeira Brant Pontes de Oliveira Horta | Bahia               |
| 8   | Antônio Calmon | Bahia               |
| 9   | Francisco Carneiro de Campos | Bahia               |
| 10  | Francisco Jê Acaiaba de Montezuma | Bahia               |
| 11  | José da Costa Carvalho | Bahia               |
| 12  | José da Silva Lisboa | Bahia               |
| 13  | Luís José de Carvalho e Melo | Bahia               |
| 14  | Manuel Antônio Galvão | Bahia               |
| 15  | Miguel Calmon du Pin e Almeida | Bahia               |
| 16  | Cipriano Barata | Bahia               |
| 17  | | Bahia               |
| 18  | | Bahia               |
| 19  | José Martiniano Pereira de Alencar | Ceará               |
| 20  | João Antônio Rodrigues de Carvalho | Ceará               |
| 21  | José Mariano de Albuquerque Cavalcanti | Ceará               |
| 22  | Pedro José da Costa Barros | Ceará               |
| 23  | Manuel Ribeiro Bessa de Holanda Cavalcanti | Ceará               |
| 24  | Manuel Pacheco Pimentel | Ceará               |
| 25  | José Joaquim Xavier Sobreira | Ceará               |
| 26  | | Ceará               |
| 27  | | Cisplatina          |
| 28  | | Cisplatina          |
| 29  | Manuel Pinto Ribeiro Pereira de Sampaio | Espírito Santo      |
| 30  | Silvestre Álvares da Silva | Goiás               |
| 31  | | Goiás               |
| 32  | | Maranhão            |
| 33  | | Maranhão            |
| 34  | | Maranhão            |
| 35  | | Maranhão            |
| 36  | | Mato Grosso         |
| 37  | José Custódio Dias | Minas Gerais        |
| 38  | José Antônio da Silva Maia | Minas Gerais        |
| 39  | Antônio Gonçalves Gomide | Minas Gerais        |
| 40  | Belchior Pinheiro de Oliveira | Minas Gerais        |
| 41  | Cândido José de Araújo Viana | Minas Gerais        |
| 42  | Estêvão Ribeiro de Resende | Minas Gerais        |
| 43  | João Severiano Maciel da Costa | Minas Gerais        |
| 44  | José Joaquim da Rocha | Minas Gerais        |
| 45  | Manuel Ferreira da Câmara | Minas Gerais        |
| 46  | José Teixeira da Fonseca Vasconcelos | Minas Gerais        |
| 47  | José de Resende Costa | Minas Gerais        |
| 48  | Manuel Rodrigues da Costa | Minas Gerais        |
| 49  | Lúcio Soares Teixeira de Gouveia | Minas Gerais        |
| 50  | Padre António da Rocha Franco | Minas Gerais        |
| 51  | Manuel José Veloso Soares | Minas Gerais        |
| 52  | | Minas Gerais        |
| 53  | | Minas Gerais        |
| 54  | | Minas Gerais        |
| 55  | | Minas Gerais        |
| 56  | | Minas Gerais        |
| 57  | | Pará                |
| 58  | | Pará                |
| 59  | | Pará                |
| 60  | José da Cruz Gouvêa | Paraíba             |
| 61  | Joaquim Manuel Carneiro da Cunha | Paraíba             |
| 62  | Augusto Xavier de Carvalho | Paraíba             |
| 63  | José Ferreira Nobre | Paraíba             |
| 64  | | Paraíba             |
| 65  | Pedro de Araújo Lima | Pernambuco          |
| 66  | Luis Inácio de Andrade Lima | Pernambuco          |
| 67  | Francisco Muniz Tavares | Pernambuco          |
| 68  | Bernardo José da Gama | Pernambuco          |
| 69  | Nuno Eugênio Lóssio e Seiblitz | Pernambuco          |
| 70  | Venâncio Henriques de Resende | Pernambuco          |
| 71  | Araújo Gondim | Pernambuco          |
| 72  | Manuel Inácio Cavalcanti de Lacerda | Pernambuco          |
| 73  | Manuel Caetano de Almeida e Albuquerque | Pernambuco          |
| 74  | | Pernambuco          |
| 75  | | Pernambuco          |
| 76  | | Pernambuco          |
| 77  | | Pernambuco          |
| 78  | | Piauí               |
| 79  | Manuel José de Sousa França | Rio de Janeiro      |
| 80  | Antônio Luís Pereira da Cunha | Rio de Janeiro      |
| 81  | José Caetano da Silva Coutinho | Rio de Janeiro      |
| 82  | José Egídio Álvares de Almeida (Barão de Santo Amaro) | Rio de Janeiro      |
| 83  | José Joaquim Carneiro de Campos | Rio de Janeiro      |
| 84  | Manuel Jacinto Nogueira da Gama | Rio de Janeiro      |
| 85  | Martim Francisco Ribeiro de Andrada (eleito tanto pela Província de São Paulo como pela do Rio de Janeiro, optou por esta última quando do início da 3ª Sessão Preparatória da Assembléia) | Rio de Janeiro      |
| 86  | Joaquim Gonçalves Ledo | Rio de Janeiro      |
| 87  | | Rio Grande do Norte |
| 88  | Francisco das Chagas Santos | Rio Grande do Sul   |
| 89  | Antônio Martins Bastos | Rio Grande do Sul   |
| 90  | Joaquim Bernardino de Sena Ribeiro da Costa | Rio Grande do Sul   |
|     | José Feliciano Fernandes Pinheiro | Rio Grande do Sul   |
| 91  | Diogo Duarte Silva | Santa Catarina      |
| 92  | José Bonifácio de Andrada e Silva | São Paulo           |
| 93  | Antônio Carlos Ribeiro de Andrada Machado e Silva | São Paulo           |
| 94  | Nicolau Pereira de Campos Vergueiro | São Paulo           |
| 95  | José Ricardo da Costa Aguiar D'Andrada | São Paulo           |
| 96  | Francisco de Paula Souza e Melo | São Paulo           |
| 97  | José Arouche de Toledo Rendon | São Paulo           |
| 98  | | São Paulo           |
| 99  | | São Paulo           |
| 100 | | São Paulo           |